# Super League XVI
Die Super League XVI (aus Sponsoringgründen auch als Engage Super League XVI bezeichnet) war im Jahr 2011 die sechzehnte Saison der Super League in der Sportart Rugby League. Den ersten Tabellenplatz nach Ende der regulären Saison belegten die Warrington Wolves, die im Halbfinale gegen die Leeds Rhinos ausschieden. Diese gewannen im Finale 32:16 gegen den St Helens RLFC und gewannen damit zum fünften Mal die Super League.

## Tabelle
|     | Team                       | Spiele | Siege | Unent. | Ndlg. | Spiel- punkte | Diff. | Tabellen- punkte |
| --- | -------------------------- | ------ | ----- | ------ | ----- | ------------- | ----- | ---------------- |
| 01. | Warrington Wolves          | 27     | 22    | 0      | 5     | 1072:401      | + 671 | 44               |
| 02. | Wigan Warriors             | 27     | 20    | 3      | 4     | 852:432       | + 420 | 43               |
| 03. | St Helens                  | 27     | 17    | 3      | 7     | 782:515       | + 267 | 37               |
| 04. | Huddersfield Giants        | 27     | 16    | 0      | 11    | 707:524       | + 183 | 32               |
| 05. | Leeds Rhinos               | 27     | 15    | 1      | 11    | 757:603       | + 154 | 31               |
| 06. | Dragons Catalans           | 27     | 15    | 1      | 11    | 689:626       | + 63  | 31               |
| 07. | Hull Kingston Rovers       | 27     | 14    | 0      | 13    | 713:692       | + 21  | 28               |
| 08. | Hull FC                    | 27     | 13    | 1      | 13    | 718:569       | + 149 | 27               |
| 09. | Castleford Tigers          | 27     | 12    | 2      | 13    | 664:808       | - 144 | 26               |
| 10. | Bradford Bulls             | 27     | 9     | 2      | 16    | 570:826       | − 256 | 20               |
| 11. | Salford City Reds          | 27     | 10    | 0      | 17    | 542:809       | − 267 | 20               |
| 12. | Harlequins RL              | 27     | 6     | 1      | 20    | 524:951       | − 427 | 13               |
| 13. | Wakefield Trinity Wildcats | 27     | 7     | 0      | 20    | 453:957       | − 504 | 10*              |
| 14. | Crusaders RL               | 27     | 6     | 0      | 21    | 527:857       | − 330 | 8*               |

- Wakefield[1] und den Crusaders[2] wurden 4 Punkte abgezogen wegen Anmeldung von Administration.

## Playoffs

### Qualifikations/Ausscheidungs-Playoffs
| 16. September 20:00 | Warrington Wolves | 47 : 0 | Huddersfield Giants | Halliwell Jones Stadium, Warrington Zuschauer: 10.006 Schiedsrichter: Steve Ganson |
| 16. September 20:00 | Bericht           |        |                     | Halliwell Jones Stadium, Warrington Zuschauer: 10.006 Schiedsrichter: Steve Ganson |

| 17. September 19:45 | Dragons Catalans | 56 : 6 | Hull Kingston Rovers | Stade Gilbert Brutus, Perpignan Zuschauer: 8.413 Schiedsrichter: James Child |
| 17. September 19:45 | Bericht          |        |                      | Stade Gilbert Brutus, Perpignan Zuschauer: 8.413 Schiedsrichter: James Child |

| 18. September 14:45 | Wigan Warriors | 18 : 26 | St Helens | DW Stadium, Wigan Zuschauer: 12.893 Schiedsrichter: Phil Bentham |
| 18. September 14:45 | Bericht        |         |           | DW Stadium, Wigan Zuschauer: 12.893 Schiedsrichter: Phil Bentham |

| 18. September 17:15 | Leeds Rhinos | 42 : 10 | Hull FC | Headingley Carnegie Stadium, Leeds Zuschauer: 9.075 Schiedsrichter: Ben Thaler |
| 18. September 17:15 | Bericht      |         |         | Headingley Carnegie Stadium, Leeds Zuschauer: 9.075 Schiedsrichter: Ben Thaler |

### Viertelfinale
| 23. September 20:00 | Huddersfield Giants | 28 : 34 | Leeds Rhinos | Galpharm Stadium, Huddersfield Zuschauer: 7.872 Schiedsrichter: Phil Bentham |
| 23. September 20:00 | Bericht             |         |              | Galpharm Stadium, Huddersfield Zuschauer: 7.872 Schiedsrichter: Phil Bentham |

| 25. September 17:00 | Wigan Warriors | 44 : 0 | Dragons Catalans | DW Stadium, Wigan Zuschauer: 6.790 Schiedsrichter: Steve Ganson |
| 25. September 17:00 | Bericht        |        |                  | DW Stadium, Wigan Zuschauer: 6.790 Schiedsrichter: Steve Ganson |

### Halbfinale
| 30. September 20:00 | Warrington Wolves | 24 : 26 | Leeds Rhinos | Halliwell Jones Stadium, Warrington Zuschauer: 12.074 Schiedsrichter: Steve Ganson |
| 30. September 20:00 | Bericht           |         |              | Halliwell Jones Stadium, Warrington Zuschauer: 12.074 Schiedsrichter: Steve Ganson |

| 1. Oktober 18:00 | St Helens | 26 : 18 | Wigan Warriors | Halton Stadium, Widnes Zuschauer: 9.421 Schiedsrichter: Phil Bentham |
| 1. Oktober 18:00 | Bericht   |         |                | Halton Stadium, Widnes Zuschauer: 9.421 Schiedsrichter: Phil Bentham |

### Grand Final
| 8. Oktober 2011 18:00 | Leeds Rhinos                                                                                        | 32 : 16       | St Helens                                                                    | Old Trafford, Trafford Zuschauer: 69.107 Schiedsrichter: Phil Bentham |
| 8. Oktober 2011 18:00 | Versuche: Burrow, Webb, Hall, Ablett, Hardaker Erhöhungen: Sinfield (5/5) Straftritte: Sinfield (1) | (8:2) Bericht | Versuche: Makinson, Shenton Erhöhungen: Foster (1/2) Straftritte: Foster (3) | Old Trafford, Trafford Zuschauer: 69.107 Schiedsrichter: Phil Bentham |

| 1                  | Brent Webb           |
| 23                 | Ben Jones-Bishop     |
| 27                 | Zak Hardaker         |
| 12                 | Carl Ablett          |
| 5                  | Ryan Hall            |
| 13                 | Kevin Sinfield       |
| 6                  | Danny McGuire        |
| 8                  | Kylie Leuluai        |
| 9                  | Danny Buderus        |
| 10                 | Jamie Peacock        |
| 11                 | Jamie Jones-Buchanan |
| 3                  | Brett Delaney        |
| 21                 | Chris Clarkson       |
| Auswechselspieler: |                      |
| 7                  | Rob Burrow           |
| 14                 | Ali Lauitiiti        |
| 16                 | Ryan Bailey          |
| 17                 | Ian Kirke            |

| 1                  | Paul Wellens              |
| 28                 | Thomas Makinson           |
| 3                  | Michael Shenton           |
| 5                  | Francis Meli              |
| 22                 | Jamie Foster              |
| 25                 | Lee Gaskell               |
| 20                 | Jonny Lomax               |
| 10                 | James Graham              |
| 9                  | James Roby                |
| 11                 | Tony Puletua              |
| 12                 | Jon Wilkin                |
| 4                  | Iosia Soliola             |
| 16                 | Paul Clough               |
| Auswechselspieler: |                           |
| 17                 | Gary Wheeler              |
| 14                 | Scott Moore               |
| 15                 | Louie McCarthy-Scarsbrook |
| 19                 | Andrew Dixon              |

## Statistik
Meiste erzielte Versuche
|     | Name          | Versuche | Verein               |
| --- | ------------- | -------- | -------------------- |
| 1.  | Ryan Hall     | 28       | Leeds Rhinos         |
| 1.  | Sam Tomkins   | 28       | Wigan Warriors       |
| 3.  | Joel Monaghan | 26       | Warrington Wolves    |
| 4.  | Kris Welham   | 24       | Hull Kingston Rovers |
| 5.  | Josh Charnley | 23       | Wigan Warriors       |
| 6.  | Ryan Atkins   | 22       | Warrington Wolves    |
| 7.  | Kirk Yeaman   | 21       | Hull FC              |
| 7.  | Jamie Foster  | 21       | St Helens            |
| 7.  | Pat Richards  | 21       | Wigan Warriors       |
| 10. | Damien Blanch | 20       | Dragons Catalans     |

Meiste erzielte Punkte
|     | Name           | Punkte | Verein              |
| --- | -------------- | ------ | ------------------- |
| 1.  | Jamie Foster   | 330    | St Helens           |
| 2.  | Brett Hodgson  | 314    | Warrington Wolves   |
| 2.  | Pat Richards   | 314    | Wigan Warriors      |
| 4.  | Kevin Sinfield | 286    | Leeds Rhinos        |
| 5.  | Scott Dureau   | 233    | Dragons Catalans    |
| 6.  | Patrick Ah Van | 210    | Bradford Bulls      |
| 7.  | Danny Tickle   | 202    | Hull FC             |
| 8.  | Danny Brough   | 197    | Huddersfield Giants |
| 9.  | Kirk Dixon     | 196    | Castleford Tigers   |
| 10. | Luke Gale      | 184    | Harlequins RL       |